# 社渚镇
社渚镇，是中华人民共和国江苏省常州市溧阳市下辖的一个乡镇级行政单位。

## 行政区划
社渚镇下辖以下地区：
社渚社区、河口社区、周城镇社区、社渚村、下西村、王家村、新塘村、新山村、宋村村、宜巷村、姚巷村、殷桥村、上蒋村、孔村村、湖西村、大田村、东升村、河口村、乘马圩村、梅山村、金庄村、周城村、金峰村、金山村和丁山村。